# Humberbron
Humberbron är världens sjunde längsta hängbro mätt i huvudspannets längd (1410 meter). Brons totala längd är 2220 meter. Humberbron ligger i mellersta England, nära floden Humbers mynning i Nordsjön. Bron stod klar 1981 och var världens längsta hängbro mellan 1981 och 1998 då Akashi Kaikyobron invigdes. Humberbron är avgiftsbelagd för fordon och har fyra filer med mitträcke. Hastighetsbegränsningen är 50 miles per timme (ca 80 km/h). Det finns även nedsänkta gångbanor på båda sidorna av körbanan.